# Exhumation (griechische Band)
Exhumation war eine griechische Melodic-Death-Metal-Band.

## Geschichte
Gegründet hat sich die Band 1990 in Thessaloniki. Das Debütalbum Seas of Eternal Silence wurde 1997 von RRS veröffentlicht und 2019 von Vic Records noch einmal neu aufgelegt.
Für das zweite Album Dance Across the Past (1998) konnte die Band als Gastmusiker u. a. die Keyboarderin Kimberly Goss (Sinergy) und den Gitarristen Jesper Strömblad (In Flames) gewinnen. Das dritte Album Traumaticon erschien 1999 und wurde ein Jahr später u. a. vom polnischen Label Metal Mind neu aufgelegt. Im selben Jahr löste sich die Band auf.

## Stil
Mit dem Zweitwerk 1998 habe sich die Band als „Melodic-Death-Combo“ etabliert und auf dem dritten Album ein Jahr später klinge sie dann „schwedischer bzw. göteborgiger als die meisten waschechten Ikea-Gewächse“, so Andreas Stappert vom Rock Hard.

## Diskografie
- 1997: Seas of Eternal Silence
- 1998: Dance Across the Past
- 1999: Traumaticon